# Xã Black River, Quận Lawrence, Arkansas
Xã Black River (tiếng Anh: Black River Township) là một xã thuộc quận Lawrence, tiểu bang Arkansas, Hoa Kỳ. Năm 2010, dân số của xã này là 533 người.